# Paneel (kunst)
Paneel (ook panno, panel) is een uit het Italiaans komende term (panello, Latijn: pannus) voor een vlak (houten) bord, in de middeleeuwen berdt genoemd, waarop geschilderd werd. In de tegenwoordige tijd wordt de naam ook gebruikt voor een meubelonderdeel, zoals deurpaneel, kastpaneel en briefpaneel.
Het paneel werd in de middeleeuwen niet zonder lijst gedacht. Er zijn nog schilderijen bekend, waarvan paneel en lijst een geheel vormen. Ook wanneer de lijst niet met het paneel verbonden was, werd deze er toch direct omheen gezet en gelijk met het paneel beschilderd of gedecoreerd.
Eerst omstreeks 1550 werd de lijst achterwege gelaten.
In Nederland gebruikte men voor panelen meest eiken, in Italië populieren, in Duitsland linden, een indicatie voor de herkomst van een paneel. In de 17e eeuw, toen er voorheen in Europa onbekende boomsoorten werden ontdekt, komen ook tropische houtsoorten voor, onder andere mahonie.

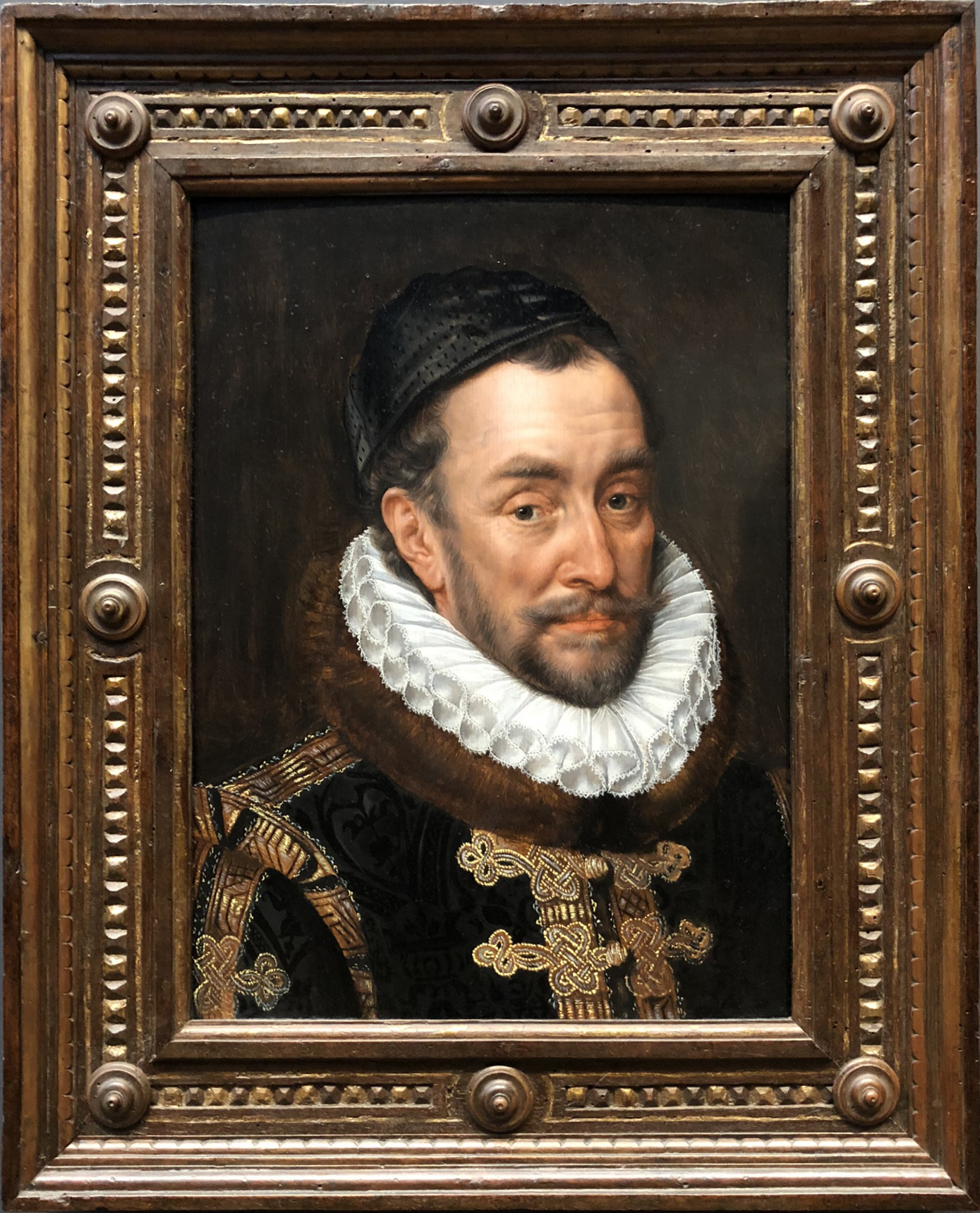
Schilderij op paneel (1579, Willem van Oranje - Adriaen Thomasz Key)
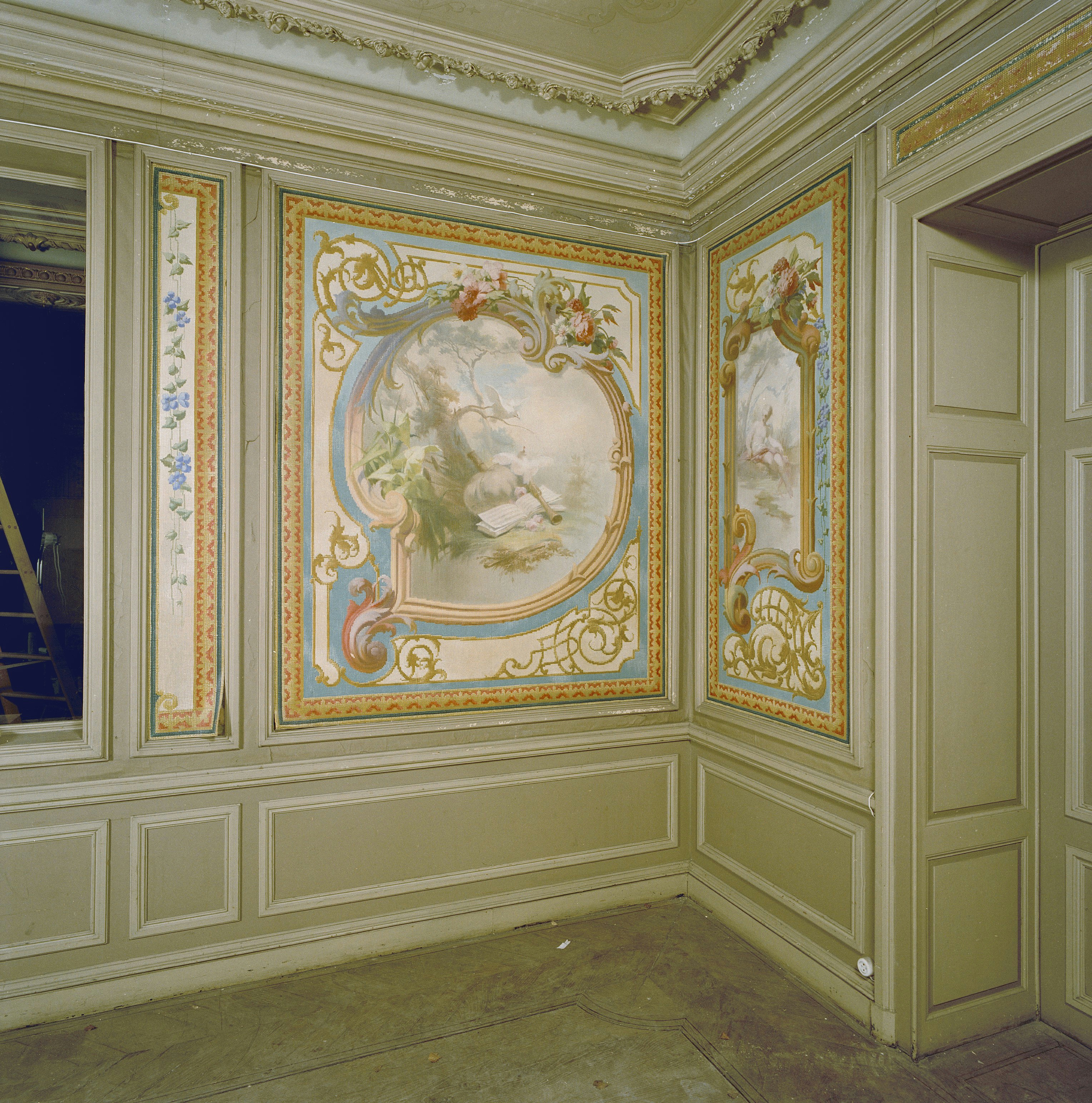
Wandpanelen
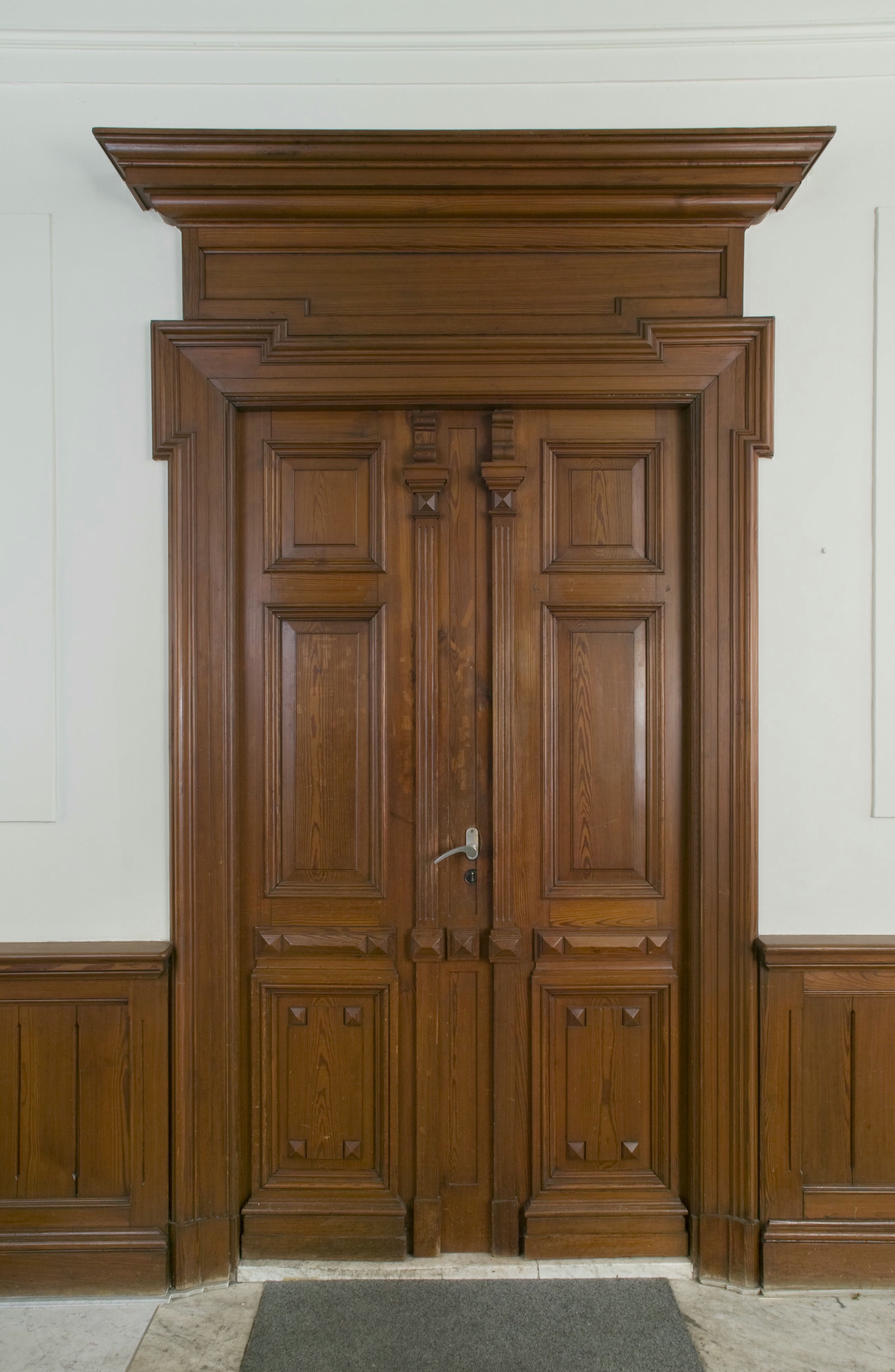
Paneeldeur